# Darragh O'Brien
Darragh O'Brien, né le 8 juillet 1974 à Malahide, est un homme politique irlandais, membre du Fianna Fáil. 
Il est ministre du Logement, de l'Administration locale et du Patrimoine de 2020 à 2025 puis ministre de l'Environnement, du Climat, de l'Énergie et des Transports depuis 2025.